# Huntochac
Huntochac är en ort i Mexiko.   Den ligger i kommunen Tekax och delstaten Yucatán, i den östra delen av landet, 1 000 km öster om huvudstaden Mexico City. Huntochac ligger 81 meter över havet och antalet invånare är 304.
Terrängen runt Huntochac är platt. Runt Huntochac är det glesbefolkat, med 12 invånare per kvadratkilometer. Huntochac är det största samhället i trakten. I omgivningarna runt Huntochac växer i huvudsak städsegrön lövskog.